# Mexique aux Jeux paralympiques d'été de 2016
Le Mexique participe aux Jeux paralympiques d'été de 2016 à Rio de Janeiro. Il s'agit de la douzième participation de ce pays aux Jeux paralympiques d'été.

## Médailles
| Médaille | Nom                            | Sport        | Événement                       |
| -------- | ------------------------------ | ------------ | ------------------------------- |
| Or       | María de los Ángeles Ortiz     | Athlétisme   | Lancer de poids femmes F57/58   |
| Or       | Amalia Pérez                   | Dynamophilie | Moins de 55 kg femmes           |
| Or       | Eduardo Ávila                  | Judo         | Moins de 81 kg hommes           |
| Or       | Lenia Ruvalcaba                | Judo         | Moins de 70 kg femmes           |
| Argent   | Edgar Cesáreo Navarro          | Athlétisme   | 400 m hommes T51                |
| Argent   | Luis Alberto Zepeda Félix (en) | Athlétisme   | Lancer de javelot hommes F53/54 |
| Bronze   | Salvador Hernández (en)        | Athlétisme   | 100 m hommes T52                |
| Bronze   | Rebeca Valenzuela              | Athlétisme   | Lancer du poids F12             |
| Bronze   | Edgar Cesareo Navarro Sánchez  | Athlétisme   | 100 m hommes T51                |
| Bronze   | Catalina Díaz Vilchis          | Dynamophilie | Moins de 86 kg femmes           |
| Bronze   | José de Jesús Castillo         | Dynamophilie | Moins de 97 kg hommes           |
| Bronze   | Patricia Valle                 | Natation     | 50 m brasse femmes SB3          |
| Bronze   | Nely Miranda                   | Natation     | 50 m nage libre femmes S4       |
| Bronze   | Jesús Hernández                | Natation     | 50 m dos hommes S4              |
| Bronze   | Pedro Rangel (en)              | Natation     | 100 m brasse hommes SB5         |